# Daniel Goleman
Daniel Goleman (Stockton, Kalifornia, 1946. március 7. –) amerikai pszichológus, tudományos újságíró, az érzelmi és társas intelligencia kutatója, a Mind and Life intézet testületének tagja.

## Élete
Daniel Goleman a kaliforniai Stocktonban született 1946-ban. Az Amherst College-ban kitűnő minősítéssel végzett, majd a Harvard Egyetemen folytatta tanulmányait, ahol klinikai pszichológusként diplomázott. Az egyetemen találkozott David McClelland pszichológia professzorral, és az ő ösztönzésére kezdett el az érzelmi intelligenciával foglalkozni. A Ford Alapítvány jóvoltából részt vehetett egy klinikai pszichológiai programban, melynek keretében az emberi elmét antropológiai, szociológiai és pszichológiai szempontból tanulmányozta. 

„McClelland volt a mentorom. Az ő segítségével és egy ösztöndíjnak köszönhetően Indiába utazhattam, ahol közelebbről megismerkedtem a meditációval. Miután visszatértem a Harvardra, a doktori disszertációmban a meditáció és a stressz kapcsolatát elemeztem. Később visszamentem Ázsiába, ezúttal India mellett Srí Lankán is kutattam. Tapasztalataimat a Meditative Mind című munkámban összegzem.”

 – nyilatkozta Goleman. A Harvard meghívott előadójaként a tudat pszichológiájáról tartott előadásokat, közben McClelland ajánlására a Psychology Today magazin munkatársa lett. „Mindig is úgy gondoltam, hogy a szüleim pályáját követem, és tanítani fogok, de az újságírás kezdettől fogva érdekelt, így lelkesen vágtam bele” – kommentálta Goleman. 1984-től tizenkét éven át a The New York Times tudományos újságírójaként dolgozott. „A szerkesztőimtől és a kollégáimtól rengeteget tanultam az újságírásról, de voltak olyan területek, mint például az agy és az érzelmek, melyekről csak nyúlfarknyi hír jelenhetett meg. Úgy gondoltam, a téma megér egy könyvet, így 1995-ben megírtam az Érzelmi intelligenciát.” 
A könyv másfél évig szerepelt a New York Times bestseller-listáján, eddig több mint ötmillió példány kelt el belőle világszerte, és harminc nyelvre fordították le.
A sikereken felbuzdulva Goleman felmondott az újságnál, hogy minden idejét az érzelmi intelligencia kutatásának szentelhesse. Eileen Growalddal és Tim Shriverrel a Yale Egyetemen létrehozott egy szövetséget az egyetemi társas és érzelmi tanulásért, mely később az Illinois-i Egyetemre tette át székhelyét Roger Weissberg vezetésével. A program célja – hogy a társas és érzelmi intelligencia tananyag legyen – számos iskolában megvalósult, melynek köszönhetően a gyerekek társas és érzelmi képességei javultak, csökkent az erőszakos cselekedetek, valamint a nem kívánt terhességek száma.Az üzleti életben is megnőtt az érdeklődés az EQ iránt. Az 1998-ban megjelent Working With Emotional Intelligence című könyvében az érzelmi intelligencia fontosságára hívja fel a figyelmet az egyén és a cégek életében, míg a Richard Boyatzissal és Annie Mc Kee-vel közösen írt Primal Leadership – Learning to Lead with Emotional Intelligence című mű a cégvezetésben emeli ki az EQ szerepét. Legutóbbi könyve Social Intelligence: The New Science of Human Relationships címmel 2006 szeptemberében jelent meg. Újságírói munkája elismeréseképpen az American Psychological Association életmű-díjjal jutalmazta, kétszer Pulitzer-díjra is jelölték.

## Magánélet
Második feleségével, Tara Bennett-Goleman pszichoterapeutával Berkshires of Massachusettsben élnek. Goleman minden reggel a házuk mellett található japán teaházban meditál. Első házasságából két fia született.

## Magyarul megjelent művei
- Érzelmi intelligencia; ford. N. Kiss Zsuzsa; Háttér, Budapest, 1997 (Lélek kontroll)
- Különleges tudatállapotok a buddhizmusban; ford. Hargitai Gábor, Pressing Lajos; Buddhista Misszió, Budapest, 1998 (Bodhi füzetek)
  - (Magasabb tudatállapotok a buddhizmusban címen is)
- Érzelmi intelligenciateszt – E.Q. Ismerd meg az EQ-dat!; szerk. Erős Ferenc, ford. N. Kiss Zsuzsa; Magyar Könyvklub, Budapest, 1998
- Érzelmi intelligencia a munkahelyen; ford. Nádas Rita, Kovács Kristóf, Ülkei Zoltán; Edge 2000, Budapest, 2002 (Segítünk, ha lehet)
- Daniel Goleman–Richard Boyatzis–Annie McKee: A természetes vezető. Az érzelmi intelligencia hatalma; ford. Ballér Piroska; Vince, Budapest, 2003
- Romboló érzelmek. Hogyan legyünk úrrá rajtuk? Tudományos beszélgetések a Dalai Lámával; ford. Tótisz András; Trivium, Budapest, 2005
- Társas intelligencia. Az emberi kapcsolatok új tudománya; ford. Budai Judit; Nyitott Könyvműhely, Budapest, 2007
- Társas intelligencia. Az emberi kapcsolatok új tudománya; ford. Budai Judit; 2. jav. kiad.; Nyitott Könyvműhely, Budapest, 2008
- A meditáció ősi művészete; ford. Király Hajnal; Nyitott Könyvműhely, Budapest, 2008
- Zöld út a jövőbe. A tudatos vásárlás mindent megváltoztathat; ford. Mirnics Zsuzsanna; Nyitott Könyvműhely, Budapest, 2009
- A jóság hatalma. A dalai láma látomása az emberiségről; ford. Tóth Zsuzsanna; Libri, Budapest, 2015
- Fókusz. Út a kiválóság felé; ford. Váradi Péter; Libri, Budapest, 2015
- Daniel Goleman–Richard J. Davidson: A meditáció tudománya. Hogyan hat az elmélyülés az elménkre és a testünkre?; ford. Pétersz Tamás; HVG Könyvek, Budapest, 2018
- Magasabb tudatállapotok a buddhizmusban; ford. Hargitai Gábor, Pressing Lajos; 2. jav. kiad.; Buddhista Misszió, Magyarországi Árya Maitreya Mandala Egyházközösség, Budapest, 2021
  - (Különleges tudatállapotok a buddhizmusban címen is)
- Daniel Goleman–Coknyi Rinpocse: A meditáció ajándéka. Belső béke és együttérzés; közrem. Adam Kane, ford. Tóth Zsuzsanna; Open Books, Budapest, 2023
- Érzelmi intelligencia; ford. Tóth Zsuzsanna; Open Books, Budapest, 2024